# Наш человек в Сан-Ремо
«Наш челове́к в Сан-Ре́мо» — советский цветной музыкальный художественный фильм-комедия, поставленный на киностудии «Беларусьфильм» в 1990 году Александром Ефремовым.

## Сюжет
Николай только что выписался из госпиталя после ранения, полученного во время службы в Афганистане, и теперь вместе со своим другом едет отдыхать в Сочи. Но в одном из городов по дороге на юг, в ресторане он знакомится с начинающей певицей Таней и влюбляется в неё. Чтобы завоевать её сердце, Николай решает помочь ей добиться успеха на эстраде и готов сделать для этого всё.

## В главных ролях
- Татьяна Скороходова — Таня (поёт — Светлана Медяник)
- Андрей Соколов — Николай
- Сергей Шкаликов — Лёня, друг Николая

## В ролях
- Евгений Стеблов — известный композитор
- Игорь Волчек — Игорь, руководитель ансамбля
- Елена Одинцова — невеста солдата
- Юрий Ступаков — врач в госпитале
- Александр Кашперов — таксист
- Наталья Масич — медсестра в госпитале
- Ольга Сизова — Света
- Дмитрий Сахно
- Сергей Минаев — певец-мафиози
- Сергей Шустицкий — организатор певческого конкурса в титрах не указан
- Людмила Гладунко — организатор конкурса певцов
- Евгения Ковалёва — добрая бабушка
- Анатолий Длусский
- Борис Токарев
- Людмила Кармунина — помощница режиссёра
- Сергей Лисовский — «Папа»
- Владимир Кулешов — председатель жюри
- Светлана Кузьмина — член жюри
- Наталья Пашкевич — член жюри
- Владимир Иванов
- Вадим Асветинский
- Леонид Трушко
- Сергей Иванов
- Любовь Тимохова
- Григорий Шатько
- Геннадий Богачёв
- Борис Крупский
- Дочо Цветковский

## Исполнители-камео
- Анатолий Алёшин — Толя, певец в ресторане, исполнявший песню «Дуня-Дуняша»
- Александр Лукьянов — певец Саша Лукьянов
- Олег Нестеров — Олег, автор-исполнитель песен

группа «МИРАЖ»
- Андрей Литягин — продюсер группы «Мираж»
- Татьяна Овсиенко — Таня, солистка группы «Мираж» (поёт — Маргарита Суханкина)
- Алексей Горбашов
- Александр Хлопков
- Сергей Солопов
- Михаил Кулаков

группа «МЕГАПОЛИС»
- Олег Нестеров
- Виталий Чурилов
- Михаил Алесин
- Александр Суздалев
- Андрей Белов

группа «ТРУДНОЕ ДЕТСТВО»
- Владимир Маркин — Маркин, музыкант, продавец синтезатора, певец на свадьбе
- Андрей Аткин
- Сергей Маковецкий
- Дмитрий Татаринов

«НОВАЯ РУССКАЯ ГРУППА» Н. Р. Г.
- Олег Парастаев
- Сергей Быков
- Дмитрий Осетров
- Александр Выборов

группа «ЛЕКСИС»
- Владимир Гурин
- Сергей Рогалев
- Анатолий Шпаков
- Евгений Степанов

шоу-группа
«ПОЛУНОЧНЫЙ ЭКСПРЕСС» Галины Коньковой
- Оркестр Государственного Академического Большого театра БССР

Песни
- «Давний разговор» (Роксана Бабаян, Урмас Отт)
- «Я больше не прошу» (А. Литягин — Е. Степанова)
- «Блондин с голубыми глазами» (С. Медяник — С. Лебедев)
- «Дуняша» (И. Матвиенко — А. Шаганов)
- «Всё для тебя» (С. Минаев, И. Евдокимов — С. Миров)
- «Непутёвый» (А. Лукьянов — А. Шаганов)
- «Утро» (О. Нестеров — А. Бараш)
- «Я готов целовать песок» (Муз. неизв. авт., обр. В. Маркина — И. Кобзев, М. Могилевская, В. Павлинов)
- «Будущее. Вариации» (О. Нестеров — А. Бараш)
- «Но мы слышим песню» (О. Парастаев)
- «Гвозди» (О. Нестеров — В. Попа)
- «Для тебя» (А. Леденёв — А. Загаринский)
- «Никогда» (О. Нестеров — Дж. Б. Смит. Перевод — А. Вознесенского)

## Съёмочная группа
- Авторы сценария — Сергей Бодров, Анатолий Усов
- Режиссёр-постановщик — Александр Ефремов
- Оператор-постановщик — Сергей Зубиков
- Художник-постановщик — Владимир Пушков
- Художник-декоратор – Владимир Крупник
- Звукооператор — Сергей Чупров
- Композитор — Андрей Леденёв
- Вокальные партии в исполнении Светланы Медяник